# Campylaspis latidactyla
Campylaspis latidactyla är en kräftdjursart som beskrevs av Hale 1945. Campylaspis latidactyla ingår i släktet Campylaspis och familjen Nannastacidae. Inga underarter finns listade i Catalogue of Life.